# Trepidarioides territus
Trepidarioides territus är en tvåvingeart som först beskrevs av Osten Sacken 1882.  Trepidarioides territus ingår i släktet Trepidarioides och familjen skridflugor.
Artens utbredningsområde är Filippinerna. Inga underarter finns listade i Catalogue of Life.